# Нанбук
Нанбук — плотная и прочная разновидность хлопчатобумажных тканей, которая вырабатывается из пряжи среднего качества и имеет гладкую лицевую поверхность с уточным настилом.
Нанбук широко используется как подкладочный материал для костюмов и пальто. Как правило, он производится гладкокрашенным в тёмные оттенки, в стандартных рулонах шириной 62 см. Процесс его стирки не отличается от такового для цветных хлопчатобумажных тканей, а глаженье осуществляется с изнанки.